# Godfrey Reggio
Godfrey Reggio (New Orleans, Louisiana, 1940. március 29. –) amerikai filmrendező, a kísérleti dokumentumfilmezés úttörője, a Qatsi-trilógia alkotója.

## Élete
New Orleans városában született, Louisiana államban, az Egyesült Államokban. 14 évet töltött csendes imával, mint a katolikus Keresztény Testvériség tagja, mielőtt filmezni kezdett volna. Az 1960-as években Új Mexikóban tanított, ahol társalapítóként részt vett a Young Citizens for Action programban, amely az utcai bandákba tömörült fiataloknak szervezett programokat és nyújtott nekik segítséget. Ugyanitt elindítója volt a La Clinica de la Gente programnak, amely mintegy 12 ezer embernek segített abban, hogy orvosi ellátásban részesüljön.
1972-ben pedig Santa Fé városában alapította meg többedmagával az Institute for Regional Education, amely a helyi oktatást hivatott elősegíteni programokkal, egy nonprofit szerveződés keretében. Több haladó szellemű társadalmi mozgalomba bekapcsolódott, majd figyelme egyre erőteljesebben terelődött a modern világ problematikáira, a mértéktelen fogyasztásra és a természet kizsákmányolására.
1993-ban meghívták, hogy vegyen részt egy új iskola fejlesztésében, amelyet a Benetton cég alapított. A Fabrica – Jövő, Jelen néven futó iskola 1995-ben nyílt meg Trevisoban, Olaszországban. Jelenleg Santa Fében él.

## Munkássága
Reggio legismertebb munkája a Qatsi-trilógia, amely a kultikus Koyaanisqatsi – Kizökkent világ című munkával indult az 1980-as évek elején. A teljesen egyedi filmnyelvvel dolgozó alkotó elhagyta a narrációt, a képsorokat csak Philip Glass zenéi kísérik. A time-lapse és slow motion technikákkal dolgozó Reggio ezzel a filmmel új műfajt teremtett, amelyhez a későbbi munkáiban, a Powaqqatsiban és a Naqoyqatsiban is visszatér. Emellett olyan alkotókat inspirált filmjeivel, mint a Koyaanisqatsit fényképező Ron Fricke, aki később önálló filmekkel jelentkezett (ld. Baraka, Samsara).

## Filmjei
- Koyaanisqatsi (1982) aka: Koyaanisqatsi: Life Out of Balance
- Powaqqatsi (1988) aka: Powaqqatsi: Life in Transformation
- Songlines (1989)
- Anima Mundi (1992) aka: The Soul of the World
- Evidence (1995)
- Naqoyqatsi (2002) aka: Naqoyqatsi: Life as War
- The Holy See (TBA)

## Fordítás
- Ez a szócikk részben vagy egészben a Godfrey Reggio című angol Wikipédia-szócikk ezen változatának fordításán alapul.  Az eredeti cikk szerkesztőit annak laptörténete sorolja fel. Ez a jelzés csupán a megfogalmazás eredetét és a szerzői jogokat jelzi, nem szolgál a cikkben szereplő információk forrásmegjelöléseként.